# Sunil Bharti Mittal
Sunil Bharti Mittal (Ludhiana, 23 ottobre 1957) è un imprenditore miliardario indiano fondatore, presidente e amministratore delegato del gruppo Bharti Enterprises, che ha interessi in telecomunicazioni, commercio, servizi finanziari e agricoltura.
Del gruppo fa parte anche Bharti Airtel, che opera in 20 nazioni fra Asia e Africa; con una base di clienti che supera i 275 milioni, è la più grande azienda di telecomunicazioni cellulari di tutta l'India. Secondo Forbes, Bharti Airtel è nell'ottobre 2024 la 7.a persona più ricca dell'India con un patrimonio netto stimato in 30,7 miliardi di dollari.  Ha fondato nel 2000 l'associazione filantropica Bharti Foundation, di cui è tuttora presidente.
Nel 2007 gli è stato assegnato il Padma Bhushan, la terza più alta onorificenza civile del paese. Nel 2013 è stato eletto vicepresidente della Camera di commercio internazionale.

## Biografia
Sunil Bharti Mittal è nato a Ludhiana, nel Punjab, in una famiglia Agarwal. Suo padre, Sat Pal Mittal, era stato  membro del Parlamento, Rajya Sabha (Congresso Nazionale Indiano) di Ludhiana, Punjab. Inizialmente studiò alla Wynberg Allen School di Mussoorie, in seguito frequentò la Scindia School di Gwalior e l'Arya College di Ludhiana ottenendo nel 1976 il Bachelor of Arts and Science presso la Panjab University, Chandigarh.  Suo padre morì per arresto cardiaco nel 1992.